# Edificio First National Bank of Boston
L'Edificio First National Bank of Boston è uno storico edificio di Buenos Aires in Argentina.

## Storia
La First National Bank of Boston s'installò in Argentina il 14 luglio 1917, sin da subito riscontrando una grande crescita grazie al fiorente legame commerciale tra Buenos Aires e Boston per l'esportazione di lana e cuoio.
Il 26 febbraio 1920 un lotto di 1.709,139 m² sulla Diagonal Norte, allora in costruzione, all'angolo con la calle Bartolomé Mitre e la calle Florida, venne venduto all'asta dalla municipalità della città di Buenos Aires alla First National Bank of Boston per la somma di m$s 2.325.885,99.
La banca commissionò allora agli architetti Paul Bell Chambers e Louis Newbery Thomas la progettazione dell'edificio attinendosi a esplicite richieste. I primi piani per l'edificio vennero quindi presentati alla municipalità il 31 dicembre 1920. Tuttavia, diversi dei progetti presentati furono respinti da quest'ultima per via alle strette normative che regolavano le facciate, le proporzioni e le dimensioni degli edifici affacciati sulla Diagonal Norte.
Finalmente, grazie all'insistenza dell'intendente Carlos M. Noel, i progetti definitivi dell'edificio vennero approvati il 28 dicembre 1922. Le opere cominciarono nel mese di giugno del 1921 e vennero terminate nell'ottobredel 1924, quando l'Edificio del First National Bank of Boston venne infine inaugurato.
Il 24 dicembre 1927 il militante anarchico Severino Di Giovanni fece detonare una bomba all'interno della banca, danneggiando gravemente l'edificio.

## Descrizione
L'edificio presenta uno stile neoplateresco.

## Galleria d'immagini

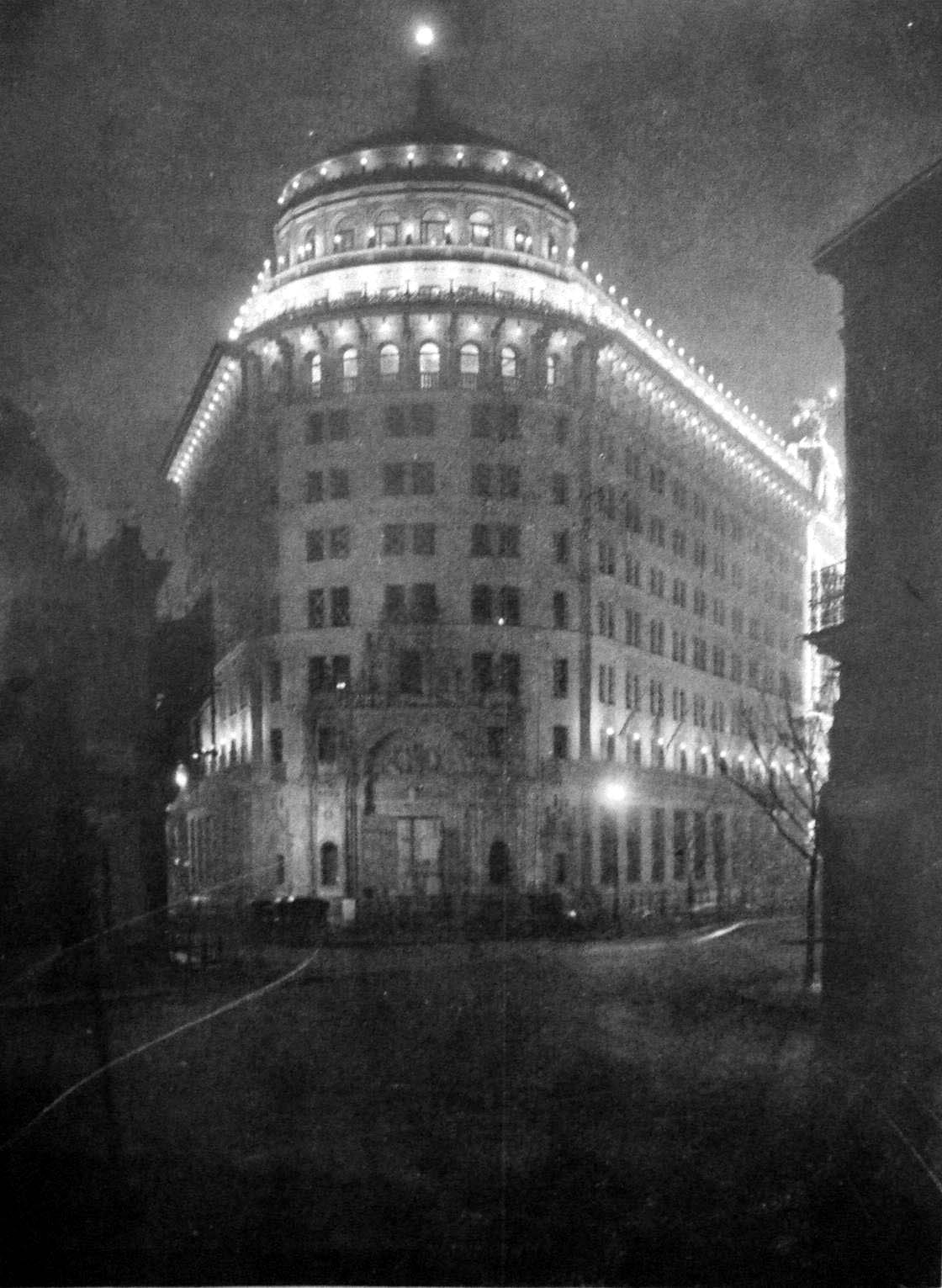
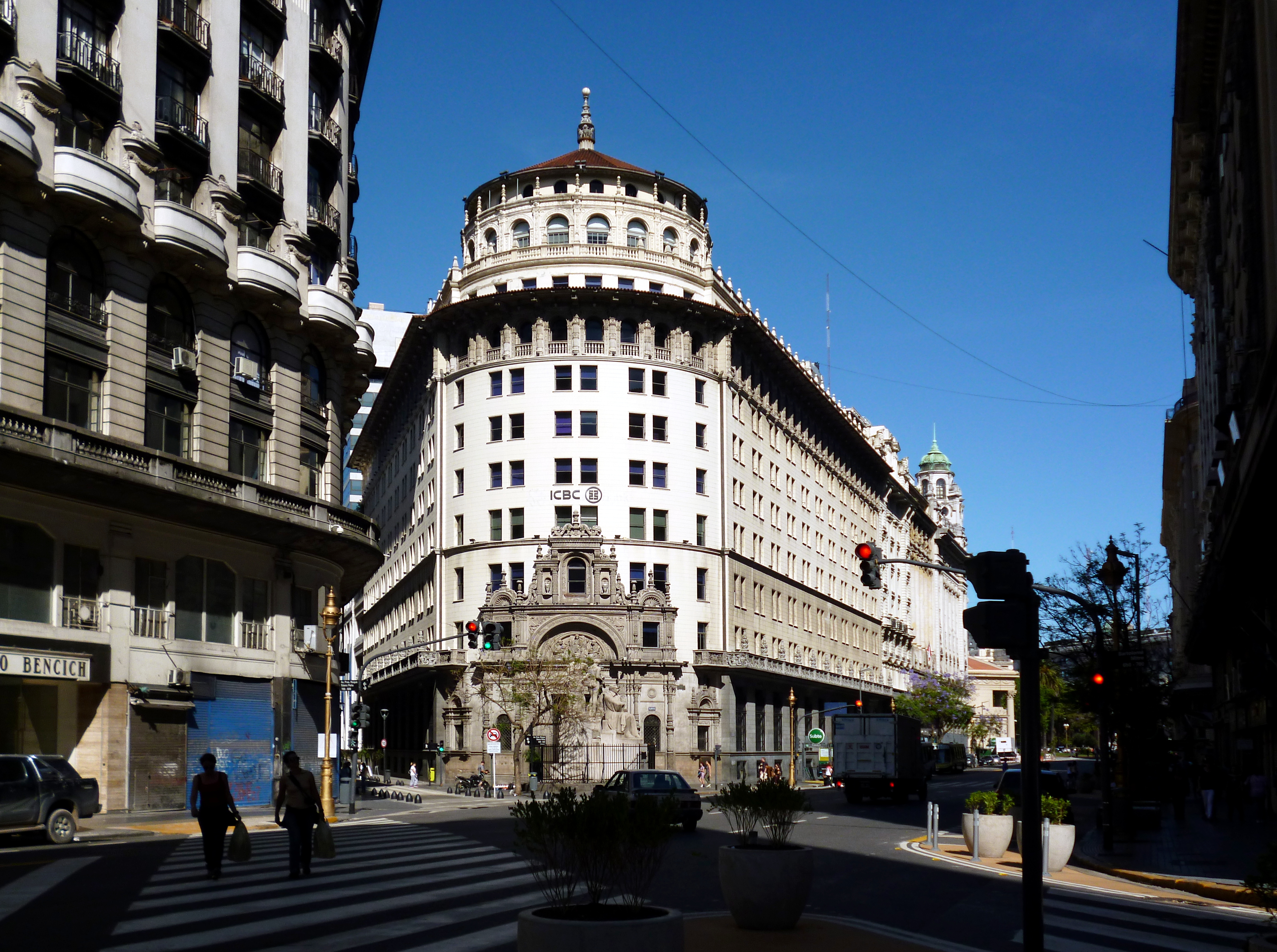
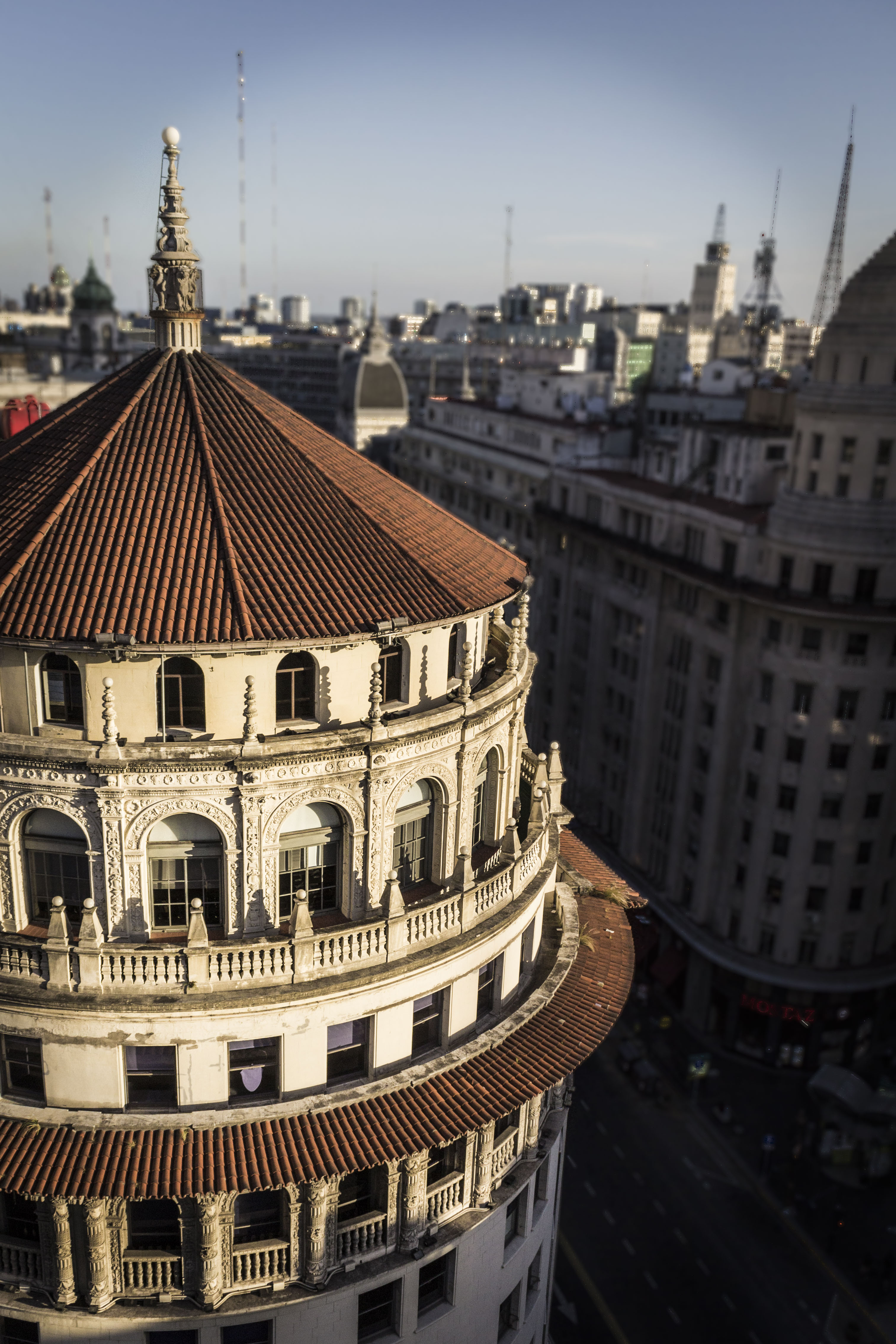